# Fürden
Fürden ist eine Ortschaft in der Gemeinde Wipperfürth im Oberbergischen Kreis im Regierungsbezirk Köln in Nordrhein-Westfalen (Deutschland).

## Lage und Beschreibung
Der Ort liegt im Südwesten der Stadt Wipperfürth im Tal des Baches Ahe. Nachbarorte sind Ahe, Langensiefen, Kohlgrube, Drecke und Thier.
Der Ort gehört zum Gemeindewahlbezirk 150 und damit zum Ortsteil Thier.

## Geschichte
Die Karte Topographia Ducatus Montani aus dem Jahre 1715 zeigt einen Hof, der als „Freyhof“ gekennzeichnet ist und benennt diesen mit Fuhrt. Die Topographische Aufnahme der Rheinlande von 1825 zeigt auf umgrenztem Hofraum unter dem Namen Furten vier getrennt voneinander liegende Grundrisse. In der Preußischen Uraufnahme von 1840 lautet die Ortsbezeichnung Fürde. Ab der topografischen Karte der Jahre 1894 bis 1896 wird der heute gebräuchliche Ortsname Fürden verwendet.
Aus dem Jahre 1830 stammt das rechts abgebildete Fachwerkhaus Fürden 1, das ein eingetragenes Baudenkmal (Nr. 28) der Stadt Wipperfürth ist. Außerhalb der Ortschaft, auf dem Weg in Richtung Thier, steht ein steinernes Wegekreuz aus dem Jahre 1850.

## Busverbindungen
Über die Haltestellen Fürden, beziehungsweise Kohlgrube der Linien 426 und 429 (VRS/OVAG) ist der Ort an den öffentlichen Personennahverkehr angebunden.

## Wanderwege
Der vom SGV ausgeschilderte Rundwanderweg A3 führt durch den Ort.